# Pierre de Charentenay
Pierre de Charentenay, né le 1er juin 1943 à Nouzonville, dans les Ardennes, est un prêtre jésuite français. Diplômé en sociologie et en sciences politiques, il a exercé de nombreuses fonctions dans l'Église et dans le monde politique et universitaire ; en 2014, il est rédacteur à La Civiltà Cattolica, en 2016 il intègre l'Institut catholique de la Méditerranée à Marseille.

## Biographie

### Jeunesse et études
Pierre de Charentenay est né le 1er juin 1943 à Nouzonville, dans les Ardennes, mais il a grandi à Neuilly-sur-Seine, où il est élève au collège Sainte-Croix, puis à Abondance, en Haute-Savoie, en enfin à Dijon. Il intègre ensuite une classe préparatoires aux études de commerce au lycée Carnot, à Paris. Il est diplômé d'une maîtrise en sociologie à l'université Fordham, ainsi que docteur en sciences politiques à l'IEP Paris.

### Jésuite
Entré au noviciat de la Compagnie de Jésus le 2 octobre 1965, il y est ordonné prêtre en 1976. Il enseigne l'histoire à l'université d'Aix-en-Provence, puis part en 1971 à l'Université de Fordham, à New York, où il enseigne le français et étudie la sociologie. Il soutient sa thèse de doctorat de Sciences Politiques à l'IEP de Paris en 1980 sur « Industrie et politique en Colombie, 1948-1978 », et enseigne à l'Institut d'Études Sociales de l'Institut Catholique de Paris. Il intervient régulièrement dans le quotidien La Croix et dans diverses revues jésuites, notamment au sujet de ses nombreux voyages aux Philippines et en Amérique du Sud. 
En 1985, il est nommé directeur des Cahiers de l'action religieuse et sociale. En 1991, il est nommé Président du Centre Sèvres, faculté jésuite de Paris, et le reste six ans. En 1997, il devient directeur de l'Office catholique d'information et d'initiative pour l'Europe, à Bruxelles, poste qu'il conserve jusqu'en 2003 ; après une année sabbatique à l'université Fordham, il devient Rédacteur en chef de la revue Études. 
En 2013, il prend à nouveau une année de césure pour enseigner les sciences politiques à l'université Ateneo de Manila, aux Philippines, et s'intéresse à l'Indonésie et à la Malaisie. De retour en Europe, il s'installe d'abord à Rome et devient rédacteur à La Civiltà Cattolica en avril 2014.
Pour l'année universitaire 2015-2016, il est titulaire de la Gasson Chair à Boston College. À partir de juillet 2016, il est membre de l'Institut catholique de la Méditerranée, à Marseille, dont il devient directeur adjoint en juin 2017. Il s'intéresse tout particulièrement aux questions de laïcité et à la relation interreligieuse entre chrétiens et musulmans.

## Publications
- (en) Pierre de Charentenay et Jean-Marie Aubert (préf. Paul Huot-Pleuroux), Droits de l'homme : défi pour la charité ? : colloque organisé par la Fondation Jean Rodhain, Lourdes, 11-13 novembre 1982, Paris, SOS, 1983, 285 p. (ISBN 978-2-7185-0932-7, OCLC 822645225, présentation en ligne)
- (en) Pierre de Charentenay et Anna Marie A Karaos, Socialism : from vision to reality, Quezon City, Institute on Church and Social Issues, coll. « Pulso monograph » (no 1), 1987, 91 p. (OCLC 663715090)
- Pierre de Charentenay, Le développement de l'homme et des peuples : une tâche pour la foi, Paris, Éditions du Centurion, 1991, 156 p. (ISBN 978-2-227-35523-1, OCLC 24106521)
- Pierre de Charentenay, La nouvelle évangélisation, Paris, Assas Éditions, coll. « Cahiers pour croire aujourd'hui » (no 5), 1991, 80 p. (OCLC 464141910)
- Pierre de Charentenay (préf. Philippe Morillon), Quand le ciel trouble la terre : religions et géopolitique, Paris, Brepols, 1997, 251 p. (ISBN 978-2-503-83113-8, OCLC 43301349, présentation en ligne)
- Pierre de Charentenay, Un Européen à New York, Paris, Bayard, 2005, 374 p. (ISBN 978-2-227-47502-1, OCLC 419848952)
- Pierre de Charentenay (préf. Jacques Barrot), Regagner l'Europe, Paris, Salvator, 2007, 222 p. (ISBN 978-2-7067-0476-5, OCLC 213053423)
- Pierre de Charentenay, Vers la justice de l'Évangile : introduction à la pensée sociale de l'Église catholique, Paris, Desclée de Brouwer, 2008, 243 p. (ISBN 978-2-220-05914-3, OCLC 465987202, BNF 41322729)
- Pierre de Charentenay, Les nouvelles frontières de la laïcité, Paris, Desclée de Brouwer, 2009, 220 p. (ISBN 978-2-220-06153-5, OCLC 472599008)
- Pierre de Charentenay, Vatican II : histoire et actualité d'un concile, Paris, Assas Éditions, 2010, 286 p. (OCLC 822846629)
- Pierre de Charentenay (préf. Jacques Delors), Europe : utopie et réalisme, Paris, Bayard, 2011, 254 p. (ISBN 978-2-37096-003-0, OCLC 851509385)
- Pierre de Charentenay, Le dilemme du chartreux : médias et Église, Paris, Desclée de Brouwer, 2011, 234 p. (ISBN 978-2-220-06266-2, OCLC 758707386, BNF 42412006)
- Pierre de Charentenay, Les Philippines, archipel asiatique et catholique, Namur, Lessius, coll. « Études », 2015, 187 p. (ISBN 978-2-87299-268-3, OCLC 903600032)